# 143 (album, Katy Perry)
143 je sedmé studiové album americké popové zpěvačky Katy Perry. LP vyšlo 20. září 2024 skrze Capitol Records, čtyři roky po předchůdci Smile (2020), a předcházely mu singly „Woman's World“, „Lifetimes“ a „I'm His, He's Mine“. Název alba odkazuje na frázi v angličtině „I love you“ (v překladu „miluju tě“) a zároveň Perry považuje číselnou kombinaci 143 jako její andělské číslo.
Album provázely už před vydáním kontroverze, a to zejména kvůli zapojení producenta Dr. Luke, kterého zpěvačka Kesha v roce 2014 obvinila ze sexuálního násilí. Katy Perry byla za své rozhodnutí s kontroverzním producentem po letech znovu spolupracovat ostře kritizována.
Na podporu tohoto alba se zpěvačka v roce 2025 vydá na The Lifetimes Tour, v rámci níž 30. října 2025 odehraje koncert v pražské O2 Areně.
Album 143 se dočkalo nepřívětivé reakce od hudebních kritiků. Na platformě Metacritic, která vypočítává hudebním nahrávkám skóre podle vydaných recenzí, má album aktuálně 37 bodů ze 100, což z něj dle této platformy dělá kritiky nejhůře hodnocenou nahrávku této dekády. Album debutovalo na šestých příčkách britského i amerického žebříčku. Z Billboard 200 však po dvou týdnech zcela zmizelo.

## Pozadí a koncepce
V srpnu 2020 Katy Perry vydala své šesté studiové album Smile. Obdrželo smíšené ohodnocení od kritiků a z pohledu novinářů se jednalo o komerční zklamání. Během rozhovoru v Good Morning America v srpnu 2023 Perry prozradila, že pracuje na novém materiálu z „pozice lásky“.  Následujícího února se objevila na pořadu Jimmy Kimmel Live! a oznámila její odchod po skončení dvaadvacáté řady z pozice porotkyně televizní soutěže American Idol, a že chtěla „vyrazit ven a cítit puls jejího vlastního rytmu“ a vydat novou hudbu poté, „co chvíli byla ve studiu“. O dva měsíce později Perry sdělila Access Hollywood, že pracuje na „velmi rozzářeném a radostném“ albu.
Rolling Stone v červnu 2024 ohlásili, že se zpěvačka „znovu spojila“ s producenty z dřívějška zahrnující Max Martin, Stargate a Dr. Luke. Během přímého přenosu na sociálních sítích ze dne 10. července 2024 Perry popsala 143 jako taneční album: „Tahle nahrávka má hodně vysokou energii, je hodně letní, hodně BPM. Nedávno jsme měli rodinou taneční párty k jedné z písni a jednoduše je plná tolika radosti, tolika lásky, tolika světla.“ Rovněž uvedla, že začaly práce na následujícím akustickém albu. akustické následující albu.
Během exkluzivního interview se Zanem Lowem Katy vysvětlila, že název alba je její „andělské“ číslo: „Před několika lety jsme si v rodině procházeli trochu těžkými časy. Bylo to strašidelné a začala jsem vidět 143 v různých způsobech a nejenom na telefonu. Byo to až náhodně. A pak jsem si to vyhledala, že se jedná o kód pro ‚miluje tě‘. Opravdu věřím, že to byli mí andělé, mí průvodci, kteří tak říkali ‚Miluju tě. Jsme tu pro tebe. Budeme tě chránit. Jsi přesně tam, kde máš být. Jsi na té cestě‘.“
Dne 20. prosince 2024 vydala Perry deluxe verzi s názvem 1432. Název odkazuje na anglickou frázi „I love you too“ (v překladu „taky tě miluju“).

## Seznam skladeb
| 143: Standardní edice | 143: Standardní edice            | 143: Standardní edice                                                                                | 143: Standardní edice                                                 | 143: Standardní edice |
| Pořadí                | Název                            | Autor                                                                                                | Producent                                                             | Délka                 |
| --------------------- | -------------------------------- | --- | --------------------------------------------------------------------- | --------------------- |
| 1.                    | Woman's World                    | Katy Perry Łukasz Gottwald Vaughn Oliver Aaron Joseph Rocco Valdes Chloe Angelides                   | Dr. Luke Joseph Rocco Did It Again! Oliver Kalani Thompson Ryan Ogren | 2:43                  |
| 2.                    | Gimme Gimme (ft. 21 Savage)      | Perry Shéyaa Bin Abraham-Joseph Gottwald Valdes Ogren Theron Thomas Gamal Lewis Ferras Alqaisi       | Dr. Luke Rocco Did It Again! Ogren Thompson                           | 2:57                  |
| 3.                    | Gorgeous (ft. Kim Petras)        | Perry Kim Petras Gottwald Max Martin Oliver Joseph Valdes Angelides Malibu Babie Devin Wilkes        | Dr. Luke Oliver Malibu Babie Ogren Thompson                           | 3:17                  |
| 4.                    | I'm His, He's Mine (ft. Doechii) | Perry Jaylah Hickmon Gottwald Valdes Ogren Thomas Lewis Alqaisi Crystal Waters Neal Conway           | Dr. Luke Rocco Did It Again!                                          | 3:18                  |
| 5.                    | Crush                            | Perry Gottwald Valdes Ogren Thomas Keegan Bach Emily Warren Scott Harris Sarah Hudson Dallas Koehlke | Dr. Luke Ogren Thompson                                               | 2:57                  |
| 6.                    | Lifetimes                        | Perry Gottwald Oliver Valdes Ogren Thomas Lewis Hudson                                               | Dr. Luke Oliver Ogren Thompson                                        | 3:12                  |
| 7.                    | All the Love                     | Perry Gottwald Oliver Joseph Ogren Bach Alqaisi                                                      | Dr. Luke Oliver Joseph KBeazy Ogren Thompson                          | 3:15                  |
| 8.                    | Nirvava                          | Perry Gottwald Oliver Joseph Valdes Ogren Bach Hudson Koehlke Thomas Warren Harris                   | Dr. Luke Oliver Joseph KBeazy Ogren Thompson                          | 2:51                  |
| 9.                    | Artificial (ft. JID)             | Perry Destin Route Gottwald Joseph Valdes Bach Angelides Hudson Samuel Catalano                      | Dr. Luke KBeazy Ogren Thompson                                        | 2:43                  |
| 10.                   | Truth                            | Perry Gottwald Oliver Valdes Ogren Lewis Hudson                                                      | Dr. Luke Oliver Ogren Thompson                                        | 2:57                  |
| 11.                   | Wonder                           | Perry Alqaisi Tor Hermansen Mikkel Eriksen Henry Walter Kent Sundberg Cato Sundberg                  | Stargate Cirkut                                                       | 3:23                  |
| Celková délka:        | Celková délka:                   | Celková délka:                                                                                       | Celková délka:                                                        | 33:34                 |

| 1432 (deluxe verze) | 1432 (deluxe verze)     | 1432 (deluxe verze)                                                                | 1432 (deluxe verze) | 1432 (deluxe verze) |
| Pořadí              | Název                   | Autor                                                                              | Producent(i)        | Délka               |
| ------------------- | ----------------------- | ---------------------------------------------------------------------------------- | ------------------- | ------------------- |
| 12.                 | I Woke Up               | Perry Gottwald Oliver Valdes Ogren Thomas Lewis Hudson                             | Dr. Luke Oliver     | 2:28                |
| 13.                 | Has a Heart             | Perry Gottwald Oliver Valdes Ogren Lewis                                           | Dr. Luke Oliver     | 3:23                |
| 14.                 | No Tears for New Year's | Perry Gottwald Valdes Ogren Thomas Alqaisi                                         | Dr. Luke            | 3:23                |
| 15.                 | OK                      | Perry Gottwald Oliver Joseph Ogren Valdes Alqaisi Angelides Lusamba Vanessa Kalala | Dr. Luke Oliver     | 2:38                |
| Celková délka:      | Celková délka:          | Celková délka:                                                                     | Celková délka:      | 44:55               |

| 143: I Love You More | 143: I Love You More    | 143: I Love You More                                   | 143: I Love You More         | 143: I Love You More |
| Pořadí               | Název                   | Autor                                                  | Producent(i)                 | Délka                |
| -------------------- | ----------------------- | ------------------------------------------------------ | ---------------------------- | -------------------- |
| 12.                  | I Woke Up               | Perry Gottwald Oliver Valdes Ogren Thomas Lewis Hudson | Dr. Luke Oliver              | 2:28                 |
| 13.                  | No Tears for New Year's | Perry Gottwald Valdes Ogren Thomas Alqaisi             | Dr. Luke                     | 3:23                 |
| 14.                  | Gimme Gimme             | Perry Gottwald Valdes Ogren Thomas Alqaisi Lewis       | Dr. Luke Rocco Did It Again! | 2:38                 |
| Celková délka:       | Celková délka:          | Celková délka:                                         | Celková délka:               | 42:09                |

| Target edice   | Target edice   | Target edice                             | Target edice    | Target edice |
| Pořadí         | Název          | Autor                                    | Producent(i)    | Délka        |
| -------------- | -------------- | ---------------------------------------- | --------------- | ------------ |
| 12.            | Has a Heart    | Perry Gottwald Oliver Valdes Ogren Lewis | Dr. Luke Oliver | 2:49         |
| Celková délka: | Celková délka: | Celková délka:                           | Celková délka:  | 36:23        |

| 143: Exkluzivní fialové LP z e-shopu | 143: Exkluzivní fialové LP z e-shopu | 143: Exkluzivní fialové LP z e-shopu       | 143: Exkluzivní fialové LP z e-shopu | 143: Exkluzivní fialové LP z e-shopu |
| Pořadí                               | Název                                | Autor                                      | Producent(i)                         | Délka                                |
| ------------------------------------ | ------------------------------------ | ------------------------------------------ | ------------------------------------ | ------------------------------------ |
| 12.                                  | No Tears for New Year's              | Perry Gottwald Valdes Ogren Thomas Alqaisi | Dr. Luke                             | 3:23                                 |
| Celková délka:                       | Celková délka:                       | Celková délka:                             | Celková délka:                       | 36:57                                |

## Historie zveřejnění
| Oblast          | Datum             | Formát(y)                                        | Edice                | Vydavatelství |
| --------------- | ----------------- | ------------------------------------------------ | -------------------- | ------------- |
| Svět            | 20. září 2024     | CD • kazeta • LP • streaming • digitální stažení | Standardní           | Capitol       |
| USA • Austrálie | 23. září 2024     | digitální stažení                                | 143: I Love You More | Capitol       |
| USA             | 26. září 2024     | digitální stažení                                | 143: I Love You IRL  | Capitol       |
| Svět            | 20. prosince 2024 | streaming • digitální stažení                    | 1432                 | Capitol       |